# Prosopocera duodecimguttata
Prosopocera duodecimguttata là một loài bọ cánh cứng trong họ Cerambycidae.